# ستاری لتس
ستاری لتس (به صربی: Stari Lec) یک منطقهٔ مسکونی در صربستان است که در Plandište municipality واقع شده‌است. ستاری لتس ۱٬۰۹۴ نفر جمعیت دارد و ۴۷ متر بالاتر از سطح دریا واقع شده‌است.